# Ernesto Ercoreca Régil
Ernesto Ercoreca Régil (Bilbao, 9 de novembre de 1866 - 22 de desembre 1957) fou un polític basc. Fill del comerciant José Ercoreca, liberal que va lluitar contra els carlins en el setge de Bilbao (1835).

## Biografia
Es graduà en delinieació a l'Escola d'Arts i Oficis d'Atxuri i el 1884 començà a treballar a la Junta d'Obres del Port de Bilbao. Entre 1911 i 1920 fou regidor de l'ajuntament de Bilbao pel Partit Republicà Democràtic Federal, i el 1923 membre de la Diputació de Biscaia pel districte de Bilbao-Ensanche. Va defensar des de la diputació un projecte d'estatut regional, però el 1926 va dimitir quan el Partit Republicà de Biscaia trencà la col·laboració amb la Dictadura de Primo de Rivera.
Després va militar en Acció Republicana basca (i després d'Izquierda Republicana), fou amic de Manuel Azaña i d'Indalecio Prieto. Un cop proclamada la Segona República Espanyola arran de les eleccions municipals espanyoles de 1931 fou escollit regidor pel districte de Deusto per la coalició antimonàrquica i nomenat alcalde de Bilbao. Partidari de l'autogovern basc, va donar suport al moviment a favor de l'Estatut d'Estella i participà en l'Assemblea d'Ajuntaments Bascs, celebrada a Vitòria el 6 d'agost de 1933 en la que es va aprovar el projecte d'Estatut, alhora que formà part de la Comissió dels Divuit. Aquesta defensa de l'estatut i del concert econòmic el portà a enfrontar-se amb el governador civil, raó per la qual fou suspès en les seves funcions, detingut i condemnat a 8 anys i un dia d'inhabilitació especial juntament amb els seus companys Tomás Bilbao Hospitalet, Fermín Zarza, Ambrosio Garbisu i Juan Nadal. El 12 d'agost de 1934 dimití com a alcalde i l'11 de setembre fou tancat amb els seus companys a la presó de Larrinaga, d'on el dia 18 seria traslladat a la presó de Burgos. Fou alliberat el 23 de febrer de 1936 i reposat en el seu càrrec d'alcalde.
El cop d'estat del 18 de juliol el va sorprendre a Madrid. Quan tornava a Bilbao en tren fou fet presoner per les tropes nacionals el 21 de juliol de 1936 a Miranda de Ebro. Passa per Vitòria i el 25 de juliol ingressa en la presó de Pamplona, juntament amb les 65 víctimes de la matança de Valdecaldera, però fou bescanviat per Esteban de Bilbao Eguía a Donibane Lohitzune mercè els oficis del metge suís Marcel Junod, representant internacional de la Creu Roja. El 10 de novembre de 1936 tornà a Bilbao en un vaixell britànic de guerra i continuà com a alcalde fins al 17 de juny de 1937 quan Bilbao caigué a mans franquistes. Durant el seu mandat va intentar infructuosament fer bescanviar presoners amb les autoritats franquistes.
Seguint les ordre del Govern d'Euzkadi després de la caiguda de Bilbao va marxar cap a Santander, on agafà un vaixell que el portà cap a Baiona. Quan el Tercer Reich va ocupar França fou confinat a Alençon mentre que la seva família tornava a Bilbao. Finalment fou detingut a Biàrritz per les autoritats de la França de Vichy el 29 de juliol de 1940 i entregat a les autoritats franquistes juntament amb José Antonio Fernández Vega, ex governador civil de Màlaga. Gràcies a les gestions d'Esteban Bilbao fou primer confinat a casa seva i després bandejat a Valladolid. Jutjat en un consell de guerra en aplicació de la Llei de Responsabilitats Polítiques, fou condemnat a 14 anys de presó i a 15 de confinament a Valladolid amb pèrdua de tots els béns. A causa d'una malaltia el 8 de febrer de 1944 li fou permès de tornar a Bilbao, on va viure sota vigilància permanent fins que va morir d'un cop provocat per un tramvia el 22 de desembre de 1957.